# Xã Soldier, Quận Crawford, Iowa
Xã Soldier (tiếng Anh: Soldier Township) là một xã thuộc quận Crawford, tiểu bang Iowa, Hoa Kỳ. Năm 2010, dân số của xã này là 303 người.